# Ksar Tamoussa ou Ali
Ksar Tamoussa ou Ali (en arabe : قصر تاموسى أو علي) est un village fortifié dans la province de Midelt, région de Draa-Tafilalet au Maroc .